# Perdita marcialis
Perdita marcialis är en biart som beskrevs av Cockerell 1896. Perdita marcialis ingår i släktet Perdita och familjen grävbin. Inga underarter finns listade i Catalogue of Life.

## Beskrivning
Perdita marcialis är ett mycket litet bi, bara några millimeter långt. Färgen är mättat orange med mörka tecken; bakkroppen har inslag av brunt på ovansidan. Käkarna  Ovanför varje öga har arten en svart fläck, på hjässan finns en stor, grönt metallglänsande fläck, mittdelen av mellankroppen (mesothorax) är metalliskt olivgrön, den bakre delen av mellankroppen (metathorax) är mörkgrön på ryggsidan, och mellankroppen har en stor, mörk fläck på vardera sidan. Vingarna är genomskinliga med vita ribbor. 

## Utbredning
Utbredningsområdet sträcker sig från södra Kalifornien till Nevada och västra Texas i USA, samt söderut till Sonora och Coahuila i norra Mexiko.

## Ekologi
Arten föredrar blommor från släktet Larrea i familjen pockenholtsväxter; den är dock inte specialiserad till en familj av blommande växter, utan flyger även till korgblommiga växter, katalpaväxter, strävbladiga växter, korsblommiga växter, kaprisväxter, ärtväxter, kransblommiga växter, slideväxter och tamariskväxter. Bina flyger framför allt i september under sommarens regnperiod.